# Майк Арчер
Майк Арчер, AM (англ. Michael (Mike) Archer; нар. 1945, Сідней, Австралія) — палеонтолог з двома громадянствами, австралійським і американським.

## Біографія
Його кар'єра в палеонтології хребетних розпочалася, коли йому було 11 років. Закінчив Принстонський університет в 1967 році і був дослідником по програмі Фулбрайта в Музеї Західної Австралії в період з 1967 по 1968 рік. Він отримав ступінь доктора філософії в області зоології в Університеті Західної Австралії в 1976 році. З 1972 по 1978 рік був куратором ссавців у Квінслендському Музеї. У 1978 році він вступив до Університету Нового Південного Уельсу (УНПУ). Після помітної академічної кар'єри з багатьма вихованими докторами філософії, він був призначений директором Австралійського музею, в якому займав цю посаду з 1999 по 2004 рік. У 2004 році він був призначений деканом факультету природничих наук в УНПУ.
Він провів рівну кількість часу за вивченням палеонтології хребетних і сучасної мамології, видавши сотні книг, наукових праць, компакт-дисків і документальних фільмів в обох областях, в тому числі Carnivorous Marsupials (1982), Vertebrate Zoogeography and Evolution (1984), Possums and Opossums: Studies in Evolution (1987) і Going Native (2005). Був удостоєний багатьох академічних почестей, таких як Премія Евріки за сприяння науці і ряд професійних стипендій у тому числі Австралійської академії наук.